# 2005년 10월 13일 날치크 사건
2005년 10월 13일 날치크 사건은 2005년 10월 13일 러시아 카바르디노발카르 공화국의 날치크에서 무장단체가 테러를 일으킨 사건이다. 러시아군까지 파견된 이 사건으로 인해, 136명의 사상자가 발생했다.
이 사건은 2004년 베슬란 학교 인질 사태를 일으킨 샤밀 바사예프와 관련이 되어있다는 의혹을 받았다.